# 잭키 R. 찬

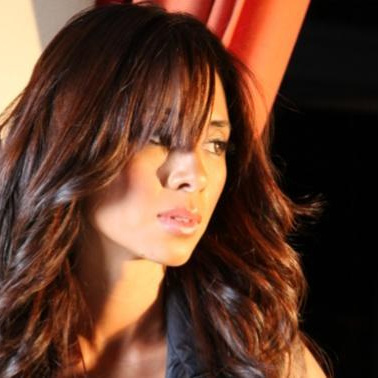

잭키 R. 찬(Jacki R. Chan, 1980년 12월 2일 ~ )은 미국의 배우, 모델, 텔레비전 배우, 영화배우이다.
샌프란시스코에서 태어났다.

## 영화
- 딥 인 더 밸리 (2009년)
- 어드벤처 오브 파워 (2008년)
- 서큐버스: 헬 벤트 (2007년)
- 데블스 덴 (2006년)
- 아드레날린 24 (2006년)